# Saint-Jean-de-la-Porte
Saint-Jean-de-la-Porte es una población y comuna francesa, en la región de Ródano-Alpes, departamento de Saboya, en el distrito de Chambéry y cantón de Saint-Pierre-d'Albigny.

## Demografía
| 547 | 530 | 444 | 437 | 600 | 827 |
| Para los censos de 1962 a 1999 la población legal corresponde a la población sin duplicidades (Fuente: INSEE [Consultar]) |     |     |     |     |     |